# هری دوگس
هری دوگس (انگلیسی: Harry Dukes؛ ۳۱ مارس ۱۹۱۲ – ۱۳ اوت ۱۹۸۸) بازیکن فوتبال بود.
از باشگاه‌هایی که در آن بازی کرده‌است می‌توان به باشگاه فوتبال بدفورد تاون، باشگاه فوتبال کویینز پارک رنجرز، باشگاه فوتبال فولام، باشگاه فوتبال گیلفورد سیتی، باشگاه فوتبال نیومارکت تاون، باشگاه فوتبال نوریچ سیتی، باشگاه فوتبال ایپسویچ تاون، و باشگاه فوتبال برنتفورد اشاره کرد.